# Cleptometopus unicolor
Cleptometopus unicolor là một loài bọ cánh cứng trong họ Cerambycidae.